# Günther Felbinger

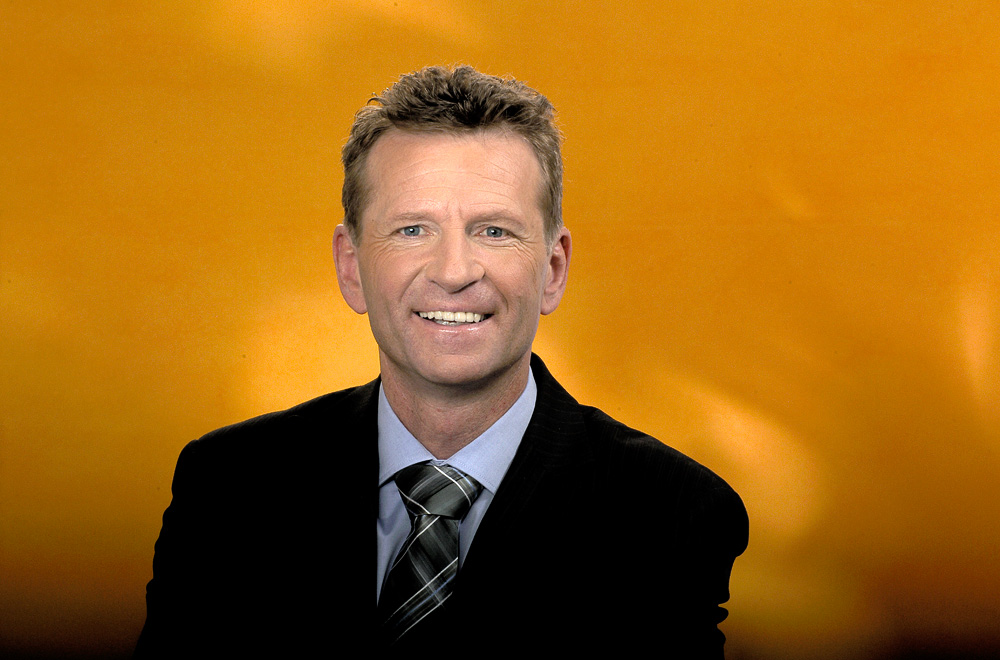
Günther Felbinger (Juli 2012)

Günther Felbinger (* 17. Mai 1962 in Lohr a.Main) ist ein deutscher Kommunal- und Landespolitiker (parteilos; bis Januar 2018 Freie Wähler). Von 2008 bis 2018 gehörte er als Abgeordneter dem Bayerischen Landtag an.

## Werdegang
Felbinger beendete das Gymnasium 1982 mit der Allgemeinen Hochschulreife. Dem Grundwehrdienst (1983–1984) folgte ein Studium an der Deutschen Sporthochschule Köln, das er 1989 als Diplom-Sportlehrer abschloss. 1990 schrieb er im Rahmen eines Volontariats für die in Würzburg ansässige Tageszeitung Main-Post, für die er auch im Anschluss als freier Mitarbeiter tätig blieb, und arbeitete danach von 1990 bis 1992 als Projektleiter für den Deutschen Sportbund. Von 1992 bis zu seinem Einzug in den Bayerischen Landtag unterrichtete er an der Dr.-Karl-Kroiß-Schule für Hörgeschädigte in Würzburg. Daneben übernahm er für den Bayerischen Leichtathletik-Verband Aufgaben als Stützpunkttrainer.
Seine politische Karriere begann 2005 mit dem Beitritt bei den Freien Wählern. Er übernahm zunächst das Amt des Pressereferenten für den Kreisverband Main-Spessart. Nach den Kommunalwahlen im Frühjahr 2008 zog er in den Stadtrat von Gemünden a.Main ein, wo er den Fraktionsvorsitz übernahm. Bei der Landtagswahl 2008 kandidierte er im Stimmkreis Main-Spessart, zog aber über einen Listenplatz im Wahlkreis Unterfranken erstmals in den Bayerischen Landtag ein. Dort war er Mitglied des Ausschusses für Bildung, Jugend und Sport sowie des Ausschusses für Fragen des öffentlichen Dienstes. Felbinger war außerdem Mitglied für die Fraktion der Freien Wähler in der interfraktionellen Arbeitsgruppe Inklusion des Bayerischen Landtages. Für seine Fraktion war Felbinger Vorsitzender des Arbeitskreises Bildung und trat als bildungs- und sportpolitischer Sprecher auf. Von 2010 bis 2015 war er Vorsitzender der Freie Wähler-Kreiswählergruppe Main-Spessart und zeitweise auch des Bezirksverbandes Unterfranken.
Am 3. November 2015 erstattete Felbinger Selbstanzeige beim Bayerischen Landtagsamt und der Justiz, nachdem Recherchen des Journalisten Achim Reinhardt für die Sendung Report Mainz ihm Fehlverhalten bei der Abrechnung von Abgeordnetengeldern nahelegten.  Achim Reinhardt wurde aufgrund seiner Recherchen für den Grimme Preis nominiert. Felbinger räumte ein, unrechtmäßige Werkverträge über die Abgeordnetenpauschale des Landtags abgerechnet zu haben. Für Gutachten sollen 60.000 Euro abgerechnet worden sein. Zudem seien über Jahre hinweg Mittel aus dem Mitarbeiterbudget mit Scheinverträgen zweckentfremdet worden. Am 15. März 2018 wurde er deshalb vom Münchner Landgericht schuldig des Betrugs in fünf Fällen gesprochen und erhielt eine 17-monatige Bewährungsstrafe mit Auflagen.
Am 11. Juli 2017 erklärte Felbinger seinen Austritt aus der Freie Wähler-Landtagsfraktion und kündigte an, fortan als fraktionsloser Abgeordneter bis zum Ende der Legislaturperiode im Bayerischen Landtag zu verbleiben. Bei der Wahl am 14. Oktober 2018 kandidierte er nicht.

## Engagement

### Soziales Engagement
Günther Felbinger hat mehrere Spendenaktionen durchgeführt, um den Menschen in Entwicklungsländern (z. B. Laos) helfen zu können. Des Weiteren unterstützt er auch den Freundeskreis Pater Eckhart. Er ist Schirmherr der Deutschen Kindertafel e. V.

### Kirchliches Engagement
Günther Felbinger ist katholisch. Von 2002 bis 2006 war er Pfarrgemeinderatsvorsitzender in Langenprozelten. Heute ist er dort in der Kirchenverwaltung tätig.

### Verbandsarbeit
Felbinger ist in mehreren Verbänden tätig. So ist er Projektleiter internationaler Sportentwicklungshilfemaßnahmen Deutscher Olympischer Sportbund & Auswärtiges Amt. Daneben engagiert er sich noch im Landesausschuss Lehrwesen und ist Lehrreferent beim Bayerischen Leichtathletikverband (Breiten- und Leistungssport).

### Vereins- und Jugendarbeit
Günther Felbinger war neun Jahre lang Vorsitzender der Leichtathletik-Gemeinschaft Karlstadt und im Vorstand des Vereinsringes Langenprozelten. Er organisiert verschiedene Sportevents und trainiert als Stützpunkttrainer Leichtathleten in Würzburg. Auch beschäftigt er sich als Leiter von verschiedenen Freizeitmaßnahmen mit Jugendlichen.